# علي الملاح (عزبة)
عزبة علي الملاح، عزبة تابعة لقرية منشأة زعلوك بالوحدة المحلية لقرية شباس الملح، التابعة لمركز دسوق، التابع لمحافظة كفر الشيخ في جمهورية مصر العربية.